# Divezeri
Divezeri – wieś na Łotwie, w krainie Liwonia, w novadsie Ādaži. Według danych na rok 2012, miejscowość zamieszkiwało 47 osób.